# روبرت باور
رُوبِرْت بَاوَر (بالألمانية: Robert Bauer)‏ (9 أبريل 1995 بفورتسهايم ألمانيا - ) هو لاعب كرة قدم ألماني، شارك في كرة القدم في الألعاب هو الأولمبية الصيفية 2016.
في يوم الخميس 28 صفر 1445، أعلن روبرت باور اعتناقَه الإسلام على موقع إنِسْتَغْرَام.
لعب سابقاً لصالح نادي الطائي السعودي.

## روابط خارجية
- روبرت باور على موقع قاعدة بيانات كرة القدم.إي يو (الإنجليزية)
- روبرت باور على موقع Soccerway.com (الإنجليزية)
- روبرت باور على موقع عالم كرة القدم.نت (الإنجليزية)
- روبرت باور على موقع أوليمبيديا (الإنجليزية)
- روبرت باور على موقع اللجنة الأولمبية الألمانية (الألمانية)
- روبرت باور على موقع AS.com (الإسبانية)